# Morgensegen und Abendsegen
Als Morgen- und Abendsegen bezeichnet man zwei Gebete Martin Luthers, die im evangelischen Raum als geprägte, auswendig verfügbare Texte bis in die Gegenwart lebendig geblieben sind. Sie sind überliefert im Anhang zum Kleinen Katechismus und stehen im Evangelischen Gesangbuch.

## Die Texte
Beide Segen sind parallel gebaut, wie die folgende Übersicht zeigt:
| Morgensegen                                                                                      | Abendsegen                                                                                              |
| Ich danke dir, mein himmlischer Vater, durch Jesum Christum, deinen lieben Sohn, dass du mich    | |
| diese Nacht vor allem Schaden und Gefahr                                                         | diesen Tag gnädiglich                                                                                   |
| behütet hast, und bitte dich, du wollest                                                         | |
| mich diesen Tag auch behüten vor Sünden und allem Übel, dass dir all mein Tun und Leben gefalle. | mir vergeben alle meine Sünde, wo ich Unrecht getan habe, und mich diese Nacht auch gnädiglich behüten. |
| Denn ich befehle mich, meinen Leib und Seele und alles in deine Hände.                           | |
| Dein heiliger Engel sei mit mir, dass der böse Feind keine Macht an mir finde.                   | |

## Kontext: Morgen- und Abendgebet
Luther entwarf ein Morgen- und Abendgebet für jedermann und schlug den Morgen- bzw. Abendsegen als ein mögliches Schlussgebet in diesem Ablauf vor, den er sich folgendermaßen  dachte:
1. Kreuzzeichen: „Das walte Gott Vater, Sohn und Heiliger Geist. Amen.“
2. Niederknien oder aufstehen
3. Glaubensbekenntnis
4. Vaterunser
5. Morgensegen bzw. Abendsegen

Beide Gebete sollten als persönliche Rituale mit dem morgendlichen Aufstehen und dem abendlichen Zubettgehen verknüpft werden. 
Die beiden Segen haben sich heute aus diesem Kontext gelöst.

## Herkunft des Stoffes
Offensichtlich hat Luther, anders als Martin Bucer und Johannes Calvin, die Gebetstexte nicht neu geschrieben und auch nicht aus Bibelzitaten zusammengestellt. Sie sind „Kompilationen aus dem Erbgut der lateinischen Kirche“. Es gibt Anklänge zu den beiden klösterlichen Gebetszeiten Prim und Komplet.
Man nimmt an, dass Luther den Morgensegen aus der Tradition übernahm und den Abendsegen dann als Variation dieses Textes selbst schrieb.
Erich Sander fand 1937 die Vorlage zum Morgensegen im Rosetum des Jean Mombaer, einem Gebetbuch, das Luther nachweislich benutzte. Der junge Luther lebte noch stark in den Formen spätmittelalterlicher Frömmigkeit, und gerade das Rosetum beeinflusste in dieser Zeit seine Theologie.
Da das Rosetum seinerseits eine Kompilation ist, wird dahinter ein Morgengebet aus einem karolingischen Privatgebetbuch sichtbar. Dieser lateinische Text, der die am Psalter orientierte Privatfrömmigkeit des 9. Jahrhunderts spiegelt, war im 16. Jahrhundert nicht nur in der Textfassung des Rosetum, sondern auch in einer bearbeiteten Fassung und ergänzt um ein Abendgebet bekannt; diese Textfassung fand Eingang in ein Gebetbuch des Andreas Musculus (Frankfurt/Oder 1553). Auch diese Überlieferung könnte Luther genutzt haben. Hier kommt das Engelmotiv vor, das im Rosetum fehlt.

## Formung durch Luther
Obwohl Luther in den beiden Segen inhaltlich nichts Neues und auch nichts typisch Reformatorisches bietet, werden beide Texte im Evangelischen Gesangbuch als Luthers Morgensegen und Luthers Abendsegen betitelt. Das ist nur insofern berechtigt, als Luther dem Traditionsgut eine eingängige sprachliche Form und Satzmelodie gab. Insbesondere übernahm er stellenweise den Rhythmus der lateinischen Kunstprosa (cursus planus, cursus velox), wie er ihn aus den Kollektengebeten im lateinischen Gottesdienst kannte.

## Rezeption

### Kirchenmusik

#### Morgensegen
- Georg Niege: Aus meines Herzens Grunde
- Anonymus: Ich dank dir schon durch deinen Sohn
- Martin Behm: Das walt Gott Vater und Gott Sohn
- Heinrich Albert: Gott des Himmels und der Erden
- Nikolaus Herman: Die helle Sonn leucht’ jetzt herfür
- Paul Gerhardt: Die güldne Sonne voll Freud und Wonne (Als Vorlage diente nicht direkt Luthers Morgensegen, sondern Johann Arndts Paraphrase.)

#### Abendsegen
- Nikolaus Herman: Hinunter ist der Sonnen Schein